# تامتا
تامتا غودوادزي (الجورجية: გოდუაძე გოდუაძე ؛ اليونانية: Γκα Γκοντουάτζε ، بالحروف اللاتينية: Támta Gkontouátze ؛ من مواليد 10 يناير 1981)، والمعروفة باسم تامتا ببساطة، هي مغنية جورجية يونانية، حققت أول شعبية في اليونان عام 2004 لمشاركتها في برنامج Super Idol Greece ، حيث احتلت المركز الثاني. ذهبت لإطلاق العديد من ألبومات الرسم والفردي في اليونان (وقبرص). أصبحت تامتا مستشار في إكس فاكتر جورجيا في عام 2014 ، و مسابقة إكس فاكتر جورجيا في عام 2016.

## نشأتها
ولدت تامتا ونشأ في جورجيا، حيث بدأت الغناء في سن الخامسة.

## روابط خارجية
- تامتا على موقع IMDb (الإنجليزية)
- تامتا على موقع ميوزك برينز (الإنجليزية)
- تامتا على موقع أول ميوزيك (الإنجليزية)
- تامتا على موقع ديسكوغز (الإنجليزية)
- تامتا على موقع قاعدة بيانات الفيلم (الإنجليزية)